# Tjvjik
Tjvjik, tzhvzhik o dzhvzhig (in armeno տժվժիկ?) è un piatto armeno a base principalmente di fegato (di agnello, manzo, maiale o pollo). Oltre al fegato può includere qualsiasi altra frattaglia. È considerato un piatto facile da preparare.

## Etimologia
Deriva dal verbo armeno տժվժալ [təʒvəˈʒɑl], che significa "sibilare, emettere sibili", più il suffisso diminutivo -իկ [ik], probabilmente a causa del suono della frittura.

## Preparazione e ingredienti

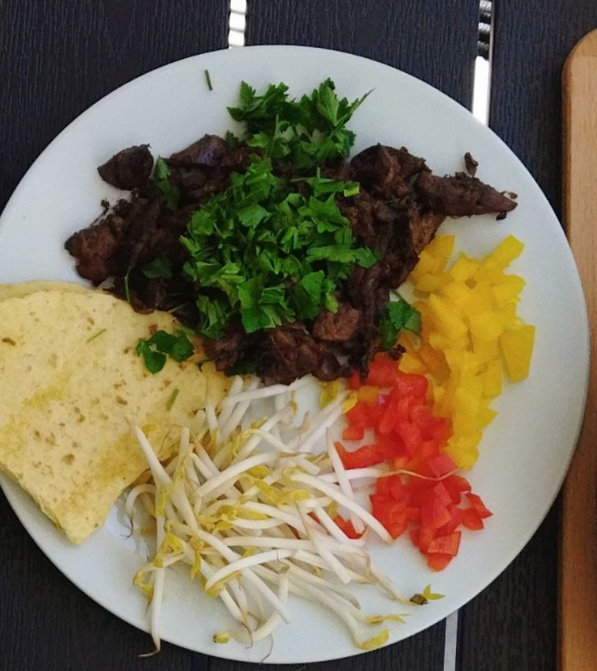
Tjvjik con germogli di mung

Dopo aver tolto il fegato, la bile viene rimossa e i polmoni vengono lavati. Anche i reni vengono tolti e tagliati a metà. L'esofago è rivoltato e ben lavato. Le frattaglie così preparate e il grasso della coda vengono lavati, tagliati a pezzi uguali, messi in padella e fritti fino a metà cottura. Poi si aggiunge la cipolla tritata, la passata di pomodoro (facoltativa), il sale e il pepe. La padella dovrebbe essere coperta con un coperchio per cuocere il tjvjik fino a quando sarà tenero. Il piatto è solitamente servito con prezzemolo.

## Nella cultura popolare
Lo scrittore armeno Atrpet ha scritto un racconto dal titolo Tjvjik la cui trama ruota intorno a un pezzo di fegato che un uomo ricco dona a un uomo povero. Il racconto venne tradotto in un cortometraggio con lo stesso titolo nel 1961 da Arman Manaryan con lo studio Armenfilm che divenne il primo film in assoluto in lingua armena occidentale.
Secondo il libro Armenian Food: Fact, Fiction & Folklore, l'espressione "non raccontarmi la storia del tzhvzhik" è diventata parte del linguaggio colloquiale armeno. Si usa quando c'è troppa curiosità o si parla un po' troppo di un particolare piatto e di quanto sia gustoso.
Nel 2006, DJ Serjo, uno dei più importanti produttori di musica house armena, ha pubblicato il suo primo album chiamato Tjvjik.